# Фоса (Форли-Чезена)
Фоса (итал. Fossa) је насеље у Италији у округу Форли-Чезена, региону Емилија-Ромања.
Према процени из 2011. у насељу је живело 29 становника. Насеље се налази на надморској висини од 1 м.